# Holmenkollen
Der Holmenkollen ist ein 371 moh. hoher Berg nordwestlich der norwegischen Hauptstadt Oslo. Das Wohngebiet Holmenkollen liegt an den Südhängen des Berges und gehört zum Stadtteil Vestre Aker. Mit dem Bau der Holmenkollbanen wurde im späten 19. Jahrhundert das Gebiet für Besiedlung und Tourismus erschlossen. Heute gehört die Bahn zur Osloer Metro und verbindet die Bezirke rund um den Holmenkollen mit der Hauptstadt.

## Sportstätten
Das Gebiet am Holmenkollen wird seit langer Zeit von der Osloer Bevölkerung auch als Sportstätte für Freizeit- und Profisportler genutzt. Die Holmenkollen nasjonalanlegg ist eine kombinierte Trainings- und Wettkampfstätte für Ski Nordisch und Biathlon.
Der Holmenkollbakken gilt als die älteste Skisprunganlage der Welt und ist die meistbesuchte Touristenattraktion Oslos. Die ersten Wettkämpfe wurden bereits im Jahr 1892 ausgetragen. Nur wenige hundert Meter vom Holmenkollbakken entfernt, auf der anderen Seite des Biathlon- und Langlaufstadions, befindet sich die Skisprunganlage Midtstuen mit insgesamt fünf Sprungschanzen.
Am Holmenkollen wurden bisher die Nordischen Skiweltmeisterschaften 1930, 1966, 1982 und 2011 ausgetragen.
Das Biathlon- und Langlaufstadion, dessen Schießstand und Start- und Zielbereich sich zwischen Holmenkollbakken und Midstuen befinden, umfasst viele Kilometer an Loipen, die sich bis in die Wälder der nördlich angrenzenden Marka erstrecken.
Die nordischen Bewerbe der Olympischen Winterspiele 1952 fanden auch am Holmenkollen statt.

## Skimuseum
Das Skimuseum am Holmenkollen befindet sich direkt an der Sprungschanze. Es wurde 1923 gegründet und ist das älteste Skimuseum der Welt.

## Kapelle
Die Kapelle am Holmenkollen wurde 1903 erbaut. Nach Brandstiftung durch Varg Vikernes im August 1992 wurde die Kapelle völlig zerstört. Vikernes wurde für die Brandstiftung an insgesamt vier Kirchen und dem Mord an einem Musikerkollegen zu insgesamt 21 Jahren Haft verurteilt. Mit der Hilfe von Spendengeldern wurde das Gebäude wieder aufgebaut und 1996 die neue Kapelle geweiht.